# Dónát megállóhely
Dónát megállóhely egy Csongrád-Csanád vármegyei vasúti megállóhely, Szentes településen, a MÁV üzemeltetésében. A város keleti határszélén található, közvetlenül a 4642-es út mellett.

## Története
Habár Szentes városrészét Dónátnak nevezik, a megállóhely a Donát nevet viselte. Ebben a formában szerepelt a nyilvántartásokban és a menetrendben is. 2024. augusztus 13-től a városrészhez hasonlóan a megállóhely is az elnevezés Dónát alakját viseli.

## Vasútvonalak
A megállóhelyet az alábbi vasútvonalak érintik:
- Kiskunfélegyháza–Orosháza-vasútvonal

## Kapcsolódó állomások
A megállóhelyhez az alábbi állomások vannak a legközelebb:
- Szentes vasútállomás
- Pusztatemplom megállóhely

## Forgalom
| Járat        | Útvonal | Gyakoriság |
| ------------ | --- | ---------- |
| személyvonat | Szentes – Dónát – Pusztatemplom – Fábiánsebestyén – Újváros – Gádoros – Justhmajor – Szentetornya – Gyopárosfürdő – Orosháza | Napi 3 pár |